# 공통 관습 시대
공통 관습 시대 또는 커먼 프랙티스 시대(Common practice period)는 유럽의 예술 음악에서 조성체계가 작곡의 유일한 기초로 여겨지던 약 250년의 기간이었다. 이는 작곡가들의 음조 시스템 사용이 이전 시스템을 확실히 대체했을 때 시작되었고, 일부 작곡가들이 상당히 수정된 음조 시스템 버전을 사용하기 시작하고 다른 시스템도 개발하기 시작하면서 끝났다. 공통 관습의 대부분의 특징(이 시대에 받아들여진 작곡 개념)은 바로크 시대 중반부터 대략 1650년부터 1900년까지의 고전 및 낭만주의 시대를 거쳐 지속되었다. 이 세기 동안에는 패턴과 관습이 번성하고 그런 다음 소나타 형식과 같이 감소한다. 이 기간 전체에 걸쳐 가장 두드러진 통합 기능은 오늘날 음악 이론가들이 로마 숫자 코드 분석을 적용할 수 있는 화성 (음악) 언어이다. 그러나 공통 관습에서 "공통"은 어떤 유형의 조화를 직접적으로 의미하는 것이 아니라 200년 넘게 단 하나의 시스템만 사용되었다는 사실을 의미한다.